# Dominik Kollmann

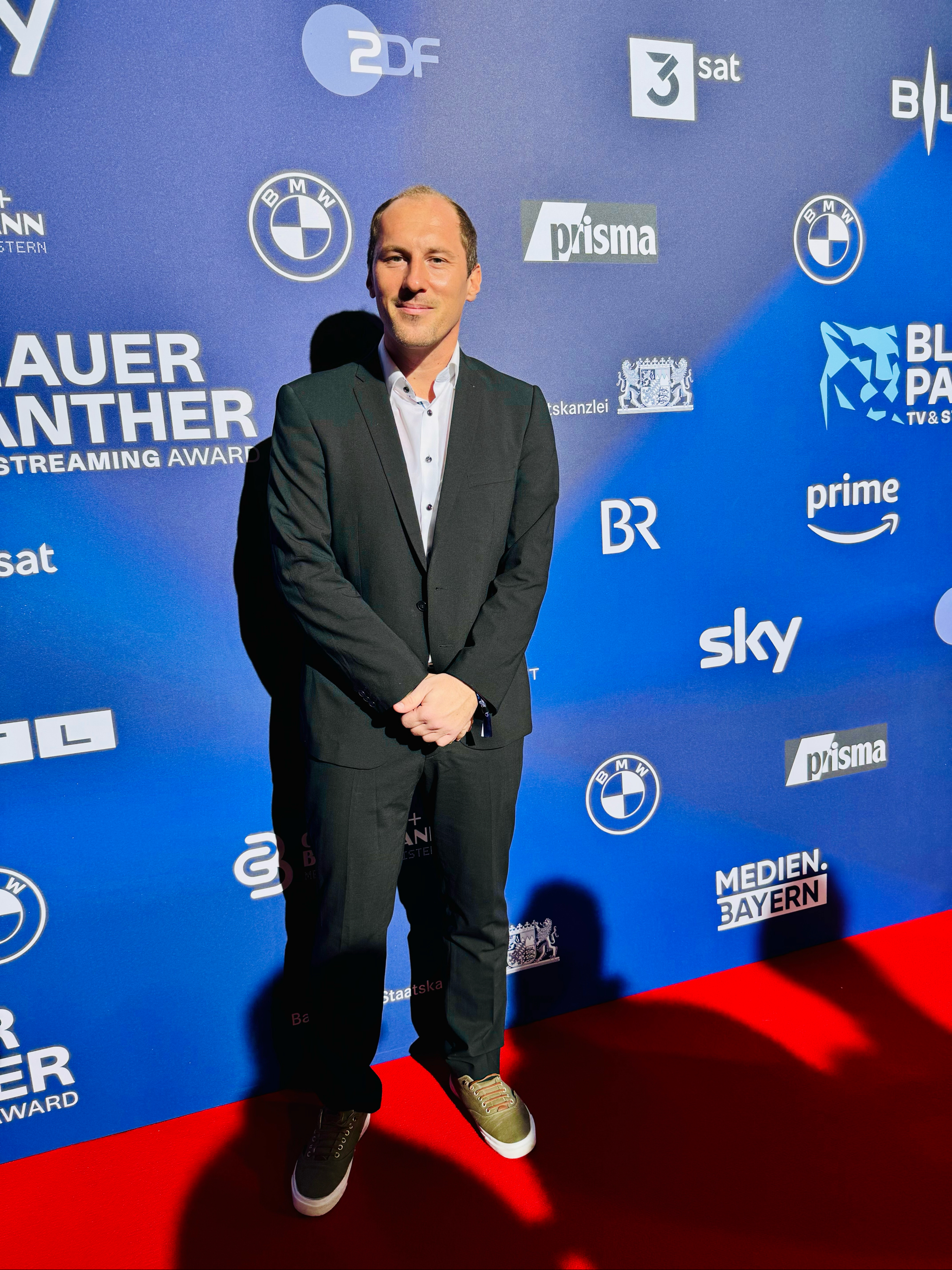
Dominik Kollmann (2023)

Dominik Kollmann (* 9. November 1985 in Traunstein) ist ein deutscher Radiomoderator.
Er begann seine Laufbahn 1998 beim Lokalsender Radio Chiemgau in Traunstein. Aktuell moderiert er im Programm des landesweiten Radiosenders egoFM.

## Leben
Kollmann wuchs im Chiemgau auf und machte mit neun Jahren erste Erfahrungen bei Radio Chiemgau. Von 1998 bis 2003 moderierte er die Kinder- und Jugend-Nachrichtensendung „Schau mal!“ im Bayerischen Fernsehen.
Nach der Schule zog Kollmann nach München und arbeitete zunächst bei Radio Feierwerk. Anschließend war er für vier Jahre bei Radio 2Day und moderierte dort die Drivetimesendung „Quicktimes“. Nebenher produzierte er das alternative Webradio-TV-Projekt „Downtownradio“, aus dem 2009 das Webradio Substanz FM für den Münchner Alternativ-Club Substanz entstand. Danach verbrachte Kollmann fünf Jahre bei EgoFM, wo er verschiedene Formate moderierte und als Redakteur und DJ tätig war. 2012 wurde er dort für die Newcomersendung „Lokalhelden“ mit dem bayerischen Newcomerförderpreis ausgezeichnet. Januar 2015 wechselte Kollmann zu Radio Energy und moderierte unter anderem die Nachmittagssendung in München. Er war dort ebenfalls DJ für Sender-Events und Produzent für Programm-Produktionen und Werbespots.
Seit Mai 2018 ist Kollmann wieder Moderator bei egoFM. Dort moderiert er die tägliche Morgensendung „Die egoFM Morningshow“ sowie die Personality-Sendung Hoffmann & Kollmann mit Elise Hoffmann.
Im Mai 2024 startete Kollmann bei egoFM seine eigene Talksendung „egoFM Talkradio“, in der er außergewöhnliche Menschen & Persönlichkeiten mit ihren einzigartigen Geschichten zu Gast hat. Darunter unter anderem der Mit-Erfinder der „Sendung mit der Maus“ – Armin Maiwald sowie der bayerische Multiinstrumentalist Hans-Jürgen Buchner alias Haindling.
Seit Oktober 2023 moderiert er außerdem in regelmäßigen Abständen beim Das Inselradio Mallorca (ehemals Mallorca 95,8), einem deutschsprachigen Radiosender auf der Baleareninsel Mallorca.
Bei der Dienstleistungsgesellschaft für Bayerische Lokal-Radioprogramme BLR moderiert Kollmann seit August 2024 des Weiteren wöchentliche Sendestrecken im Mantelprogramm, welche auf bayerischen Lokalradiosendern wie Arabella München, Bayernwelle, Radio Primaton, Radio Oberland, Radio Mainwelle & Maximalradio zu hören sind. 
In den Jahren 2004 bis 2010 produzierte und moderierte Kollmann die Sendung Radioreise mit Alexander Tauscher, die auf Sendern wie Charivari Rosenheim, Bayernwelle SüdOst, Radio Ton, Radio 700, Westküste FM, Radio Saarbrücken, Radio Merzig, Radio Homburg, Hamburger Lokalradio, Cityradio Trier, BadenFM, Antenne Frankfurt und Schwarzwaldradio ausgestrahlt wird. 2014 wurde die Folge „Die Radioreise in Dallas“ für den Deutschen Radiopreis in der Kategorie „Beste Innovation“ nominiert.
Im Februar 2020 moderierte Kollmann für den Deutschen Alpenverein den Livestream der Weltmeisterschaft im Skibergsteigen auf dem Jenner in Berchtesgaden. Zusammen mit dem ehemaligen Europa / und Weltmeister im Skibergsteigen Josef Rottmoser führte er zwei Tage lang durch die Sendung.
Seit über zwanzig Jahren ist Kollmann als DJ für Events tätig und tritt des Öfteren gemeinsam mit Philipp Frost (MC Frost) als Double Trouble Soundsystem auf.

## Auszeichnungen
Im August 2024 wurde Kollmann für die Hörfunksendung „Die Hoffmann & Kollmann Radioshow“ für den Deutschen Radiopreis in der Kategorie „Bestes Entertainment“ nominiert.
Im August 2025 wurde Kollmann erneut für die Hörfunksendung "Die Hoffmann & Kollmann Radioshow" für den Deutschen Radiopreis in der Kategorie "Beste Sendung" nominiert.

## Wohltätigkeit
Regelmäßig engagiert sich Kollmann ehrenamtlich. So half er im Dezember 2019 für einen Tag bei der Münchner Tafel mit. In einem daraus entstandenen Radiobeitrag machte er auf die dringliche Notwendigkeit der Tafeln in Deutschland aufmerksam.